# بنجك (مقاطعة كلاردشت)
بنجك (بالفارسية: پنجک) هي قرية تقع في Kuhestan Rural District في إيران. يقدر عدد سكانها بـ 106 نسمة بحسب إحصاء 2016.